# 王溥 (漢朝)
王溥（?—?），琅邪郡临沂县（今山东省临沂西北）人，东汉书法家。

## 生平
汉安帝时，王溥家贫不仕，挟竹简插笔在洛阳街头卖字为生。王溥形貌美丽，又多文辞。书法受当时官宦称许，来求书者，男人给他赠衣冠，女人给他珠玉。一日之中，衣宝盈车而归。积米於廪，被当时洛阳人称颂为“善笔”。后以一亿买官，受朝廷赏识。后官拜中垒校尉。